# 国際アマチュア無線連合
国際アマチュア無線連合（こくさいアマチュアむせんれんごう、IARU : International Amateur Radio Union）は、各国のアマチュア無線機関が集う国際的な同盟である。IARUは会議をもち、一般的な事柄を論議し、また国際電気通信連合(ITU)に対し総意を代表する。

## 沿革
1924年にフランス・イギリス・ベルギー・スイス・イタリア・スペイン・ルクセンブルク・カナダ・アメリカ合衆国の代表による非公式会合が行われ、1925年4月にフランスのパリで、国際的なアマチュア無線組織を創設するための国際アマチュア無線会議(International Amateur Congress)を開催する計画が策定された。会議はパリ大学で開催され、ヨーロッパ・北アメリカ・南アメリカ・アジアの23か国の代表が参加した。1925年4月17日にIARU憲章が採択され、1925年4月18日に国際アマチュア無線連合の成立が批准された。4月18日は、結成80周年の2005年に「世界アマチュア無線の日」という記念日になった。
会議の議定書は英語・フランス語・エスペラントで書かれた。2009年2月現在、国際アマチュア無線連合は162か国の加盟組織で構成されている。

## 運営
IARUの管理委員会には選挙によって選ばれた代表(President)、副代表(Vice President)、幹事(Secretary)、地域代表を含むその他の役員がいる。
また、IARU国際事務局 (IARU International Secretariat, IARUIS) は選挙によって選ばれた会員組織で運営されている。現在、国際事務局はアメリカ・コネチカット州ニューイントンに本部を置くアメリカ無線中継連盟(ARRL)が運営している。

## 地域組織
IARUは、第1～第3の3つの地域(Region)に編成されている。これらの地域は、国際電気通信連合(ITU)が使用するITU地域に対応している。各地域には実行委員会があり、通常、代表、副代表、幹事、財務担当者、および複数の取締役で構成される。これらの地域役員は、3年ごとの地域会議で加盟組織の代表によって選出される。 コーディネーターは、地域内の特定の分野を支援するため、または地域内の特定のアマチュア無線活動を促進するために、地域の実行委員会によって任命される場合がある。 3つの地域全てが、アマチュア無線方向探知(ARDF)、非常通信、電波障害の監視、電波伝搬のためのコーディネーターを任命している。

### 第1地域

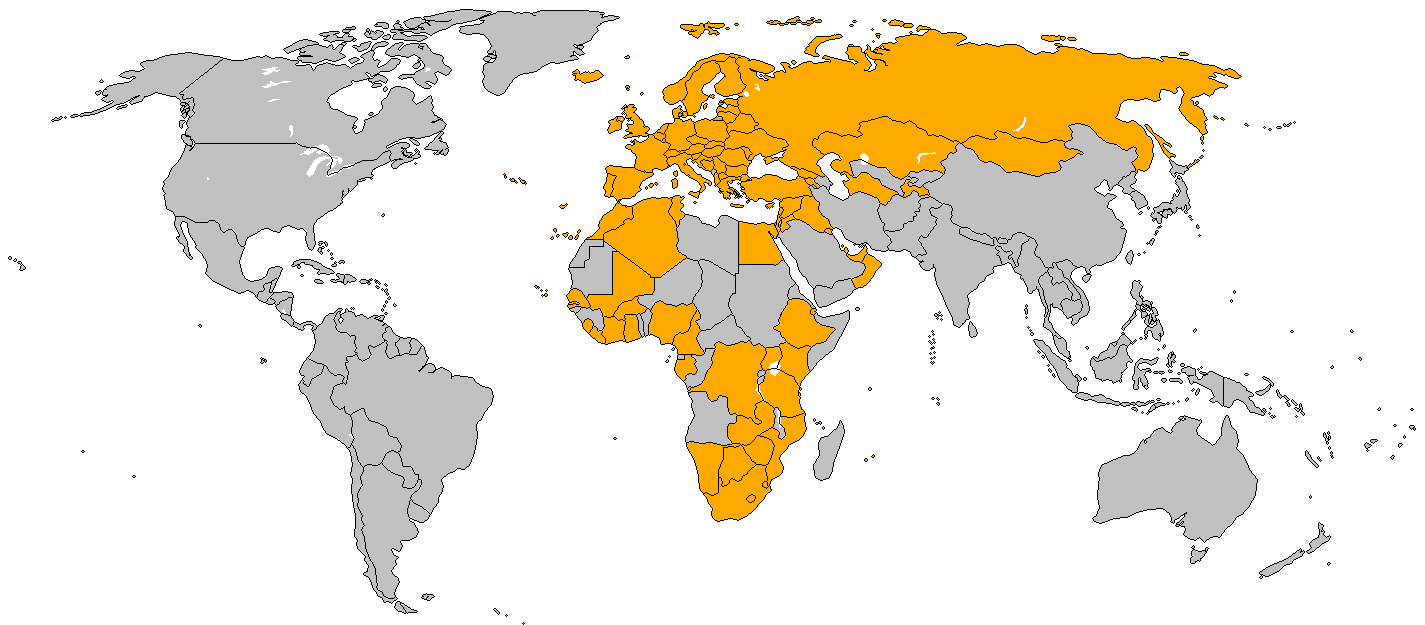
第1地域の加盟組織

第1地域には、アフリカ、ヨーロッパ、中東、北アジアのアマチュア無線家を代表する加盟組織が含まれる。第1地域は、IARUの3つの地域の中で最も多くの加盟組織を持ち、いくつかの国際的取り組みの元となっている。第1地域の活動は10MHz帯(30m)・18MHz帯(17m)・24MHz帯(12m)のアマチュア無線バンド（WARCバンド）の作成、相互運用協定の標準化の改善、ARDFの促進につながった。
| 国・地域                 | 加盟組織                                                                                             | 略称                                               |
| ------------------------ | --- | -------------------------------------------------- |
| アルバニア               | アルバニアアマチュア無線協会 Albanian Amateur Radio Association                                      | AARA                                               |
| アルジェリア             | アルジェリアマチュア無線協会 Amateurs Radio Algeriens                                                | ARA                                                |
| アンドラ                 | アンドラアマチュア無線連合 Unió de Radioaficionats Andorrans                                         | URA                                                |
| アルメニア               | アルメニア共和国ラジオスポーツ連盟 Federation of Radiosport of the Republic of Armenia               | FRRA                                               |
| オーストリア             | オーストリアアマチュア無線協会 Österreichischer Versuchssenderverband                                | OEVSV                                              |
| バーレーン               | バーレーンアマチュア無線協会 Amateur Radio Association of Bahrain                                    | ARAB                                               |
| ベラルーシ               | ベラルーシアマチュア無線ラジオスポーツ連盟 Belarusian Federation of Radioamateurs and Radiosportsmen | BFRR                                               |
| ベルギー                 | ベルギー王立アマチュア無線協会 Royal Union of Belgian Radio Amateurs                                 | UBA                                                |
| ボスニア・ヘルツェゴビナ | ボスニア・ヘルツェゴビナアマチュア無線協会 Asocijacija Radioamatera u Bosne i Hercegovine            | ARABH                                              |
| ボツワナ                 | ボツワナアマチュア無線協会 Botswana Amateur Radio Society                                            | BARS                                               |
| ブルガリア               | ブルガリアアマチュア無線連盟 Bulgarian Federation of Radio Amateurs                                  | BFRA                                               |
| ブルキナファソ           | ブルキナファソアマチュア無線協会 Association des Radioamateurs du Burkina Faso                       | ARBF                                               |
| カメルーン               | カメルーンアマチュア無線協会 Association des Radio Amateurs du Cameroun                              | ARTJ                                               |
| コートジボワール         | コートジボアールアマチュア無線協会 Association Des Radio Amateurs Ivoiriens                          | ARAI                                               |
| クロアチア               | クロアチアアマチュア無線協会 Hrvatski Radioamaterski Savez                                           | HRS                                                |
| キプロス                 | キプロスアマチュア無線協会 Cyprus Amateur Radio Society                                              | CARS                                               |
| チェコ                   | チェコ無線クラブ Český Radioklub                                                                     | CRK                                                |
| コンゴ民主共和国         | コンゴアマチュア無線協会 Association des Radio Amateurs du Congo                                     | ARAC                                               |
| デンマーク               | デンマークアマチュア無線協会 Experimenterende Danske Radioamatører                                   | EDR                                                |
| ジブチ                   | ジブチアマチュア無線協会 Association des Radioamateurs de Djibouti                                   | ARAD                                               |
| エジプト                 | エジプトアマチュア無線議会 Egypt Amateurs Radio Assembly                                             | EARA                                               |
| エストニア               | エストニアアマチュア無線連合 Eesti Raadioamatööride Ühing                                            | ERAU                                               |
| エチオピア               | エチオピアアマチュア無線協会 Ethiopian Amateur Radio Society                                         | EARS                                               |
| フェロー諸島             | フェロー諸島アマチュア無線協会 Føroyskir Radioamatørar                                               | FRA                                                |
| フィンランド             | フィンランドアマチュア無線連盟 Suomen Radioamatööriliitto                                            | SRAL                                               |
| フランス                 | フランス無線送信者ネットワーク Réseau des Émetteurs Français                                         | REF                                                |
| ガボン                   | ガボンアマチュア無線協会 Association Gabonaise des Radio-Amateurs                                    | AGRA                                               |
| ガンビア                 | ガンビアアマチュア無線協会 Radio Society of The Gambia                                               | RSTG                                               |
| ジョージア               | グルジアアマチュア無線国家協会 National Association Radioamateurs of Georgia                         | NARG                                               |
| ドイツ                   | ドイツアマチュア無線クラブ Deutscher Amateur-Radio-Club                                              | DARC                                               |
| ガーナ                   | ガーナアマチュア無線協会 Ghana Amateur Radio Society                                                 | GARS                                               |
| ジブラルタル             | ジブラルタルアマチュア無線協会 Gibraltar Amateur Radio Society                                       | GARS                                               |
| ギリシャ                 | ギリシャアマチュア無線協会 Radio Amateur Association of Greece                                       | RAAG                                               |
| ギニア                   | ギニアアマチュア無線協会 Association des Radioamateurs de Guinea                                     | ARGUI                                              |
| ハンガリー               | ハンガリーアマチュア無線協会 Magyar Rádióamatõr Szövetség                                            | MRASZ                                              |
| アイスランド             | アイスランドアマチュア無線協会 Íslenskir Radíóamatörar                                               | IRA                                                |
| イラク                   | イラクアマチュア無線協会 Iraqi Amateur Radio Society                                                 | IARS                                               |
| アイルランド             | アイルランド無線送信者協会 Irish Radio Transmitters Society                                          | IRTS                                               |
| イスラエル               | イスラエルアマチュア無線クラブ Israel Amateur Radio Club                                             | IARC                                               |
| イタリア                 | イタリアアマチュア無線協会 Associazione Radioamatori Italiani                                        | ARI                                                |
| ヨルダン                 | ヨルダン王立アマチュア無線協会 Royal Jordanian Radio Amateur Society                                 | RJRAS                                              |
| カザフスタン             | カザフスタンラジオスポーツ・アマチュア無線連盟 Kazakhstan Federation of Radiosport and Radio Amateur | KFRR                                               |
| ケニア                   | ケニアアマチュア無線協会 Amateur Radio Society of Kenya                                              | ARSK                                               |
| コソボ                   | コソボアマチュア無線協会 Shoqata e Radio Amatoreve te Kosoves                                        | SHRAK                                              |
| クウェート               | クウェートアマチュア無線協会 Kuwait Amateur Radio Society                                            | KARS                                               |
| ラトビア                 | ラトビアアマチュア無線連盟 Latvijas Radio Amatieru Līga                                              | LRAL                                               |
| レバノン                 | レバノンアマチュア無線協会 Radio Amateurs of Lebanon                                                 | RAL                                                |
| レソト                   | レソトアマチュア無線協会 Lesotho Amateur Radio Society                                               | LARS                                               |
| リベリア                 | リベリアアマチュア無線協会 Liberia Radio Amateur Association                                         | LRAA                                               |
| リヒテンシュタイン       | リヒテンシュタインアマチュア無線協会 Amateurfunk Verein Liechtenstein                                | AFVL                                               |
| リトアニア               | リトアニアアマチュア無線協会 Lietuvos Radijo Mėgėjų Draugija                                         | LRMD                                               |
| ルクセンブルク           | ルクセンブルクアマチュア無線協会 Luxembourg Amateur Radio Society                                    | RL                                                 |
| 北マケドニア             | マケドニアアマチュア無線協会 Radioamaterski Sojuz na Makedonija                                      | RSM                                                |
| マリ                     | マリアマチュア無線協会 Club des Radioamateurs et Affilies du Mali                                    | CRAM                                               |
| マルタ                   | マルタアマチュア無線連盟 Malta Amateur Radio League                                                  | MARL                                               |
| モーリシャス             | モーリシャスアマチュア無線協会 Mauritius Amateur Radio Society                                       | MARS                                               |
| モルドバ                 | モルドバアマチュア無線協会 Asociatia Radioamatorilor din Moldova                                     | ARM                                                |
| モナコ                   | モナコアマチュア無線協会 Association des Radio-Amateurs de Monaco                                    | ARM                                                |
| モンゴル                 | モンゴルラジオスポーツ連盟 Mongolian Radio Sport Federation                                          | MRSF                                               |
| モンテネグロ             | モンテネグロアマチュア無線協会 Montenegrin Amateur Radio Pool                                        | MARP                                               |
| モロッコ                 | モロッコ王立アマチュア無線協会 Association Royale des Radio Amateurs du Maroc                        | ARRAM                                              |
| モザンビーク             | モザンビークアマチュア無線連盟 Liga dos Rádio Emissores de Moçambique                                | LREM                                               |
| ナミビア                 | ナミビアアマチュア無線連盟 Namibian Amateur Radio League                                             | NARL                                               |
| オランダ                 | オランダアマチュア無線協会 Vereniging voor Experimenteel Radio Onderzoek Nederland                   | VERON                                              |
| ナイジェリア             | ナイジェリアアマチュア無線協会 Nigeria Amateur Radio Society                                         | NARS                                               |
| ノルウェー               | ノルウェー無線中継連盟 Norsk Radio Relæ Liga                                                         | NRRL                                               |
| オマーン                 | オマーン王立アマチュア無線協会 Royal Omani Amateur Radio Society                                     | ROARS                                              |
| ポーランド               | ポーランドアマチュア無線協会 Polski Związek Krótkofalowców                                           | PZK                                                |
| ポルトガル               | ポルトガル無線送信者ネットワーク Rede dos Emissores Portugueses                                      | REP                                                |
| カタール                 | カタールアマチュア無線協会 Qatar Amateur Radio Society                                               | QARS                                               |
| ルーマニア               | ルーマニアアマチュア無線協会 Federaţia Română de Radioamatorism                                      | FRR                                                |
| ロシア                   | ロシアアマチュア無線協会 Russian Amateur Radio Union                                                 | SRR                                                |
| サンマリノ               | サンマリノ共和国アマチュア無線協会 Associazione Radioamatori della Repubblica di San Marino          | ARRSM                                              |
| セネガル                 | セネガルアマチュア無線協会 Association des Radio-Amateurs du Senegal                                 | ARAS                                               |
| セルビア                 | セルビアアマチュア無線協会 Savez Radio-Amatera Srbije                                                | SRS                                                |
| シエラレオネ             | シエラレオネアマチュア無線協会 Sierra Leone Amateur Radio Society                                    | SLARS                                              |
| スロバキア               | スロバキアアマチュア無線協会 Slovenský Zväz Rádioamatérov                                            | SZR                                                |
| スロベニア               | スロベニアアマチュア無線協会 Zveza Radioamaterjev Slovenije                                          | ZRS                                                |
| 南アフリカ共和国         | 南アフリカアマチュア無線連盟 South African Radio League                                              | SARL                                               |
| スペイン                 | スペインアマチュア無線協会 Unión de Radioaficionados Españoles                                       | URE                                                |
| エスワティニ             | スワジランド無線協会 Radio Society of Swaziland                                                      | RSS                                                |
| スウェーデン             | スウェーデンアマチュア無線協会 Föreningen Sveriges Sändareamatörer                                   | SSA                                                |
| スイス                   | スイスアマチュア無線協会 Union of Swiss Short Wave Amateurs                                          | USKA                                               |
| シリア                   | シリア科学技術アマチュア無線協会 Syrian Scientific Technical Amateur Radio Society                   | SSTARS                                             |
| タジキスタン             | タジクアマチュア無線連盟 Tajik Amateur Radio League                                                  | TARL                                               |
| タンザニア               | タンザニアアマチュア無線クラブ Tanzania Amateur Radio Club                                           | TARC                                               |
| チュニジア               | チュニジアアマチュア無線協会 Association Tunisienne des Radioamateurs                                | ASTRA                                              |
| トルコ                   | トルコアマチュア無線協会 Telsiz ve Radyo Amatörleri Cemiyeti                                         | TRAC                                               |
| トルクメニスタン         | トルクメニスタンアマチュア無線連盟 Liga Radiolyubiteley Turkmenistana                                | LRT                                                |
| ウガンダ                 | ウガンダアマチュア無線協会 Uganda Amateur Radio Society                                              | UARS                                               |
| ウクライナ               | ウクライナアマチュア無線連盟 Ukrainian Amateur Radio League                                          | UARL                                               |
| アラブ首長国連邦         | アラブ首長国連邦アマチュア無線協会 Emirates Amateur Radio Society                                    | EARS                                               |
| イギリス                 | イギリス無線協会 Radio Society of Great Britain                                                      | RSGB                                               |
| イエメン                 | （加盟組織なし。アマチュア無線が禁止されている。）                                                   | （加盟組織なし。アマチュア無線が禁止されている。） |
| ザンビア                 | ザンビアアマチュア無線協会 Radio Society of Zambia                                                   | RSZ                                                |
| ジンバブエ               | ジンバブエアマチュア無線協会 Zimbabwe Amateur Radio Society                                          | ZARS                                               |

### 第2地域

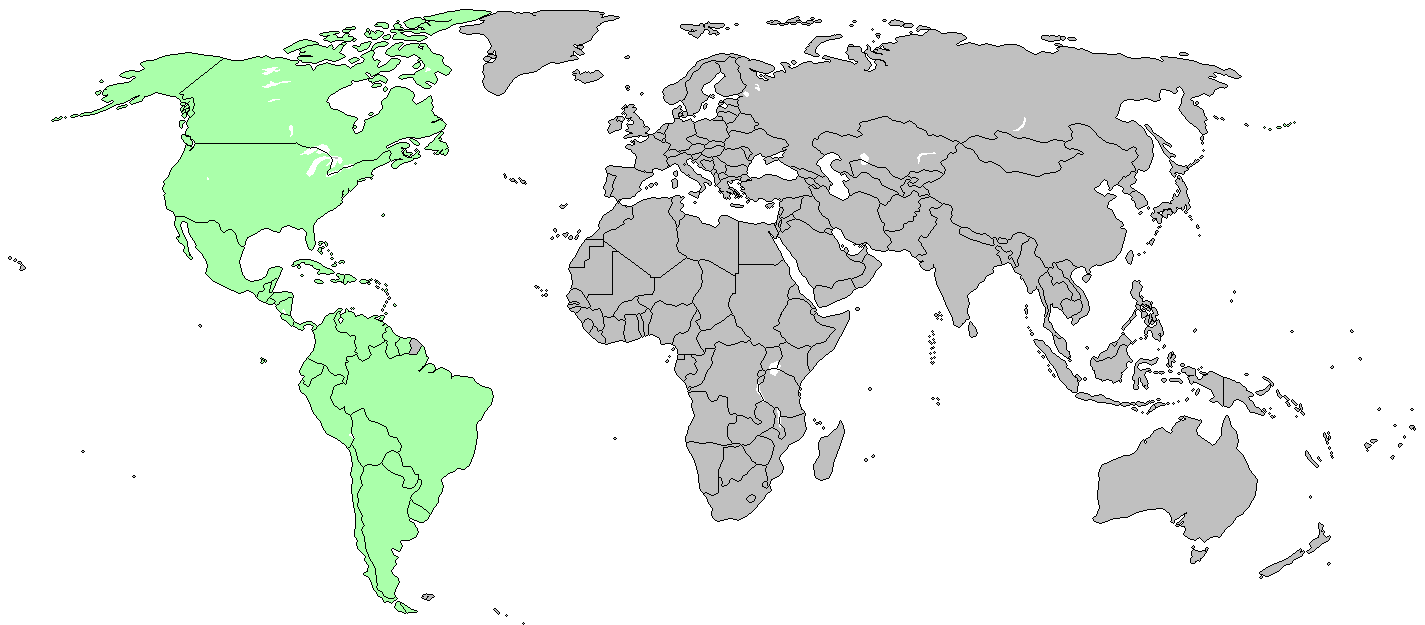
第2地域の加盟組織

第2地域には、北アメリカと南アメリカのアマチュア無線家を代表する加盟組織が含まれている。第2地域の組織は、1964年にメキシコのメキシコシティで15か国の無線団体の代表者が出席して開催された第1回パン＝アメリカン・アマチュア無線会議で設立された。
| 国・地域                 | 加盟組織 | 略称   |
| ------------------------ | --- | ------ |
| アンギラ                 | アンギラアマチュア無線協会 Anguilla Amateur Radio Society                                                       | AARS   |
| アンティグア・バーブーダ | アンチグア＝バーブーダアマチュア無線協会 Antigua and Barbuda Amateur Radio Society                              | ABARS  |
| アルゼンチン             | アルゼンチン無線クラブ Radio Club Argentino                                                                     | RCA    |
| アルバ                   | アルバアマチュア無線クラブ Aruba Amateur Radio Club                                                             | AARC   |
| バハマ                   | バハマアマチュア無線協会 Bahamas Amateur Radio Society                                                          | BARS   |
| バルバドス               | バルバドスアマチュア無線協会 Amateur Radio Society of Barbados                                                  | ARSB   |
| ベリーズ                 | ベリーズアマチュア無線クラブ Belize Amateur Radio Club                                                          | BARC   |
| バミューダ               | バミューダアマチュア無線協会 Radio Society of Bermuda                                                           | RSB    |
| ボリビア                 | ボリビアアマチュア無線クラブ Radio Club Boliviano                                                               | RCB    |
| ブラジル                 | ブラジルアマチュア無線連盟 Liga de Amadores Brasileiros de Rádio Emissão                                        | LABRE  |
| イギリス領ヴァージン諸島 | 英領ヴァージン諸島アマチュア無線連盟 British Virgin Islands Radio League                                        | BVIRL  |
| カナダ                   | カナダアマチュア無線協会 Radio Amateurs of Canada                                                               | RAC    |
| ケイマン諸島             | ケイマンアマチュア無線協会 Cayman Amateur Radio Society                                                         | CARS   |
| チリ                     | チリアマチュア無線クラブ Radio Club de Chile                                                                    | RCCH   |
| コロンビア               | コロンビアアマチュア無線連盟 Liga Colombiana de Radioaficionados                                                | LCRA   |
| コスタリカ               | コスタリカアマチュア無線クラブ Radio Club de Costa Rica                                                         | RCCR   |
| キューバ                 | キューバアマチュア無線連盟 Federacion de Radioaficionados de Cuba                                               | FRC    |
| ドミニカ国               | ドミニカアマチュア無線クラブ Dominica Amateur Radio Club                                                        | DARCI  |
| ドミニカ共和国           | ドニニカ無線クラブ Radio Club Dominicano                                                                        | RCD    |
| エクアドル               | エクアドル無線クラブ Guayaquil Radio Club                                                                       | GRC    |
| エルサルバドル           | エルサルバドルアマチュア無線クラブ Club de Radio Aficionados de El Salvador                                     | CRAS   |
| グレナダ                 | グレナダアマチュア無線クラブ Grenada Amateur Radio Club                                                         | GARC   |
| グアテマラ               | グアテマラアマチュア無線クラブ Club de Radioaficionados de Guatemala                                            | CRAG   |
| ガイアナ                 | ガイアナアマチュア無線協会 Guyana Amateur Radio Association                                                     | GARA   |
| ハイチ                   | ハイチ無線クラブ Radio Club d'Haïti                                                                             | RCH    |
| ホンジュラス             | ホンジュラス無線クラブ Radio Club de Honduras                                                                   | RCH    |
| ジャマイカ               | ジャマイカアマチュア無線協会 Jamaica Amateur Radio Association                                                  | JARA   |
| メキシコ                 | メキシコアマチュア無線連盟 Federacion Mexicana de Radio Experimentadores                                        | FMRE   |
| モントセラト             | モントセラトアマチュア無線協会 Montserrat Amateur Radio Society                                                 | MARS   |
| オランダ領アンティル     | オランダ領アンティルアマチュア無線協会 Vereniging voor Experimenteel Radio Onderzoek in de Nederlandse Antillen | VERONA |
| ニカラグア               | ニカラグアアマチュア無線クラブ Club de Radioexperimentadores de Nicaragua                                       | CREN   |
| パナマ                   | パナマアマチュア無線連盟 Liga Panameña de Radioaficionados                                                      | LPRA   |
| パラグアイ               | パラグアイ無線クラブ Radio Club Paraguayo                                                                       | RCP    |
| ペルー                   | ペルー無線クラブ Radio Club Peruano                                                                             | RCP    |
| スリナム                 | スリナムアマチュア無線協会 Vereniging van Radio Amateurs in Suriname                                            | VRAS   |
| トリニダード・トバゴ     | トリニダード・トバゴアマチュア無線協会 Trinidad and Tobago Amateur Radio Society                                | TTARS  |
| タークス・カイコス諸島   | タークス・カイコス諸島アマチュア無線協会 Turks and Caicos Amateur Radio Society                                 | TACARS |
| アメリカ合衆国           | アメリカ無線中継連盟 American Radio Relay League                                                                | ARRL   |
| ウルグアイ               | ウルグアイ無線クラブ Radio Club Uruguayo                                                                        | RCU    |
| ベネズエラ               | ベネズエラ無線クラブ Radio Club Venezolano                                                                      | RCV    |

### 第3地域

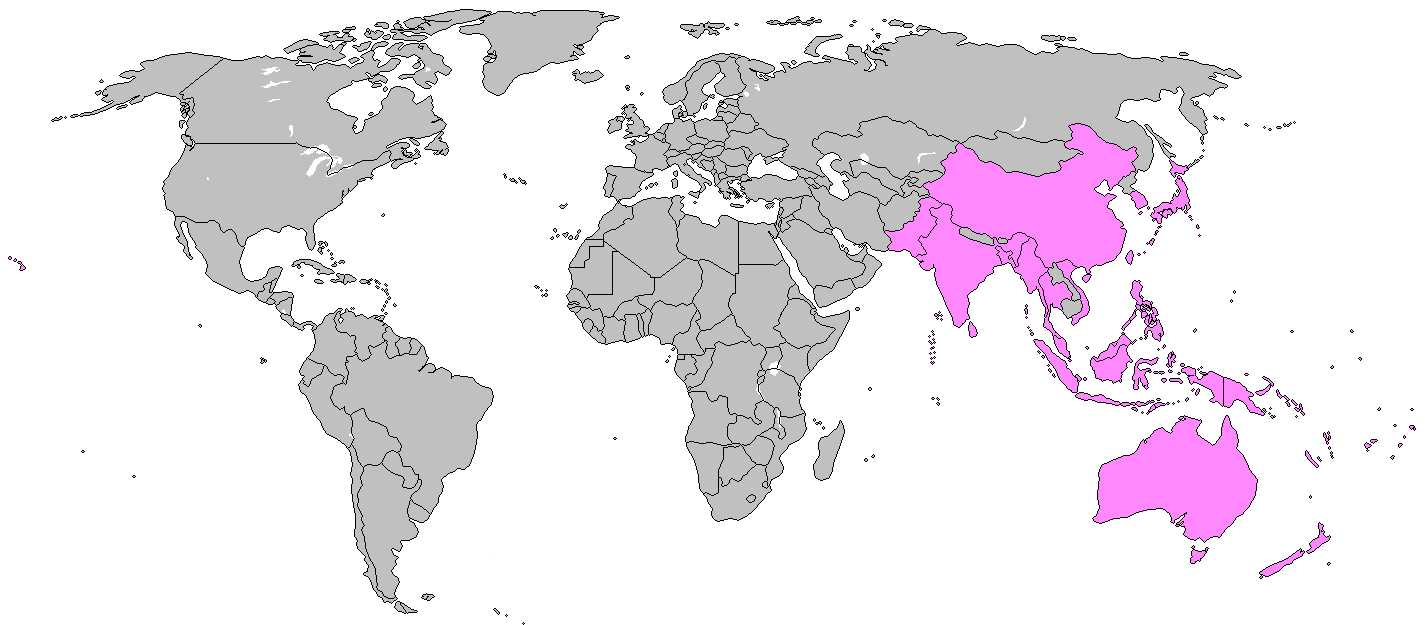
第3地域の加盟組織

第3地域には、オーストラリア、アジアの大部分、太平洋諸島のアマチュア無線家を代表する加盟組織が含まれる。アメリカ無線中継連盟(ARRL)とイギリス無線協会(RSGB)は、国土の大半は他の地域に位置しているが、第3地域の正会員組織である。ARRLはアメリカ合衆国のサモア・グアム・北マリアナ諸島、および太平洋のその他の従属地域におけるアマチュア無線家を、RSGBはイギリス領インド洋地域のアマチュア無線家を代表する。
第3地域では、地域のアマチュア無線家による容易な相互運用を促進するために、相互運用資格の調和を促進することに特に重点を置いている。
| 国・地域             | 加盟組織                                                                                | 略称                                               |
| -------------------- | --------------------------------------------------------------------------------------- | -------------------------------------------------- |
| オーストラリア       | オーストラリア無線協会 Wireless Institute of Australia                                  | WIA                                                |
| バングラデシュ       | バングラデシュアマチュア無線連盟 Bangladesh Amateur Radio League                        | BARL                                               |
| ブルネイ             | ブルネイアマチュア無線協会 Brunei Darussalam Amateur Radio Association                  | BDARA                                              |
| 中国                 | 中国無線協会アマチュア無線分会 Chinese Radio Amateurs Club                              | CRAC                                               |
| 中華民国             | 中華民国アマチュア無線連盟 Chinese Taipei Amateur Radio League                          | CTARL                                              |
| フィジー             | フィジーアマチュア無線協会 Fiji Association of Radio Amateurs                           | FARA                                               |
| フランス領ポリネシア | オセアニア無線天文学協会 Club Oceanien de Radio et d'Astronomie                         | CORA                                               |
| 香港                 | 香港アマチュア無線協会 Hong Kong Amateur Radio Transmitting Society                     | HARTS                                              |
| インド               | インドアマチュア無線協会 Amateur Radio Society of India                                 | ARSI                                               |
| インドネシア         | インドネシアアマチュア無線協会 Organisasi Amatir Radio Indonesia                        | ORARI                                              |
| 日本                 | 日本アマチュア無線連盟 Japan Amateur Radio League                                       | JARL                                               |
| マカオ               | マカオアマチュア無線協会 Associação dos Radioamadores de Macau                          | ARM                                                |
| マレーシア           | マレーシアアマチュア無線協会 Malaysian Amateur Radio Transmitters' Society              | MARTS                                              |
| ミャンマー           | ビルマアマチュア無線協会 Burma Amateur Radio Transmitting Society                       | BARTS                                              |
| ニューカレドニア     | ニューカレドニアアマチュア無線協会 Association des Radio-Amateurs de Nouvelle-Calédonie | ARANC                                              |
| ニュージーランド     | ニュージーランドアマチュア無線協会 New Zealand Association of Radio Transmitters        | NZART                                              |
| 北朝鮮               | （加盟組織なし。アマチュア無線が禁止されている。）                                      | （加盟組織なし。アマチュア無線が禁止されている。） |
| パキスタン           | パキスタンアマチュア無線協会 Pakistan Amateur Radio Society                             | PARS                                               |
| パプアニューギニア   | パプア・ニューギニアアマチュア無線協会 Papua New Guinea Amateur Radio Society           | PNGARS                                             |
| フィリピン           | フィリピンアマチュア無線協会 Philippine Amateur Radio Association                       | PARA                                               |
| ピトケアン諸島       | ピトケアン島アマチュア無線協会 Pitcairn Island Amateur Radio Association                | PIARA                                              |
| サモア               | サモアアマチュア無線クラブ Samoa Amateur Radio Club                                     | SARC                                               |
| シンガポール         | シンガポールアマチュア無線協会 Singapore Amateur Radio Transmitting Society             | SARTS                                              |
| ソロモン諸島         | ソロモン諸島アマチュア無線協会 Solomon Islands Radio Society                            | SIRS                                               |
| 韓国                 | 韓国アマチュア無線連盟 Korean Amateur Radio League                                      | KARL                                               |
| スリランカ           | スリランカアマチュア無線協会 Radio Society of Sri Lanka                                 | RSSL                                               |
| タイ                 | タイアマチュア無線協会 Radio Amateur Society of Thailand                                | RAST                                               |
| トンガ               | トンガアマチュア無線クラブ Amateur Radio Club of Tonga                                  | ARCOT                                              |
| バヌアツ             | バヌアツアマチュア無線協会 Vanuatu Amateur Radio Society                                | VARS                                               |
| ベトナム             | ベトナムアマチュア無線クラブ Vietnam Amateur Radio Club                                 | VARC                                               |

## ラジオスポーツ
IARUは全世界的にラジオスポーツ（無線競技）活動の開催と推進を行っている。高速電信術 (High Speed Telegraphy, HST) のルールはIARUのワーキンググループによって維持され、IARUは国際競技のスポンサーにもなっている。アマチュア無線方向探知競技 (Amateur Radio Direction Finding, ARDF) も同様である。これらほど直接的にではないが、アマチュア無線コンテスト (Amateur Radio Contesting) にも関与し、毎年開催される国際大会 (IARU HF World Championship) のスポンサーとなっている。IARUはこれらを直接組織することはないが、ホスト団体を通じて認可を与えたりスポンサーになったりしている。

## 無線局の運用とWACアワード
IARUは、コネチカット州ニューイントンにある本部に無線局を設置している。コールサインはNU1AWである。連邦通信委員会(FCC)によって許可されたアマチュア無線局として、"1"はニューイングランド地域における位置（コールエリア）を表す。"NU"はアマチュア無線家が独自のプレフィックスを作り、非公式に使用していた1928年以前から使用されていたもので、"North America"の"N"と"USA"の"U"から取ったものである。"AW"のサフィックスは、アメリカ無線中継連盟が所有する無線局W1AWと合わせたものである。NU1AWは、アマチュア無線コンテストで頻繁に活動している。
IARUは何年もの間、世界中の永続的に人が住んでいる6つの大陸のハムと交信したアマチュア無線家に対し、Worked All Continents(WAC)アワードを発行している。特定のバンドやモードに限定した特別な賞や裏書もある。